# Николо-Берёзовка
Нико́ло-Берёзовка (баш. Николо-Берёзовка) — село в Башкортостане, административный центр Краснокамского района и Николо-Берёзовского сельсовета. Основано в 1550 году. Стоит на Каме.

## Название и статус
В конце XIX века село получило современное название.
До 2005 года имело статус рабочего посёлка. Законом Республики Башкортостан от 17 декабря 2004 года № 125-з статус населённого пункта изменён на «село».

## География
Село располагается на левом берегу Камы в устье Берёзовки, в 8 км на северо-западе от Нефтекамска.

## История

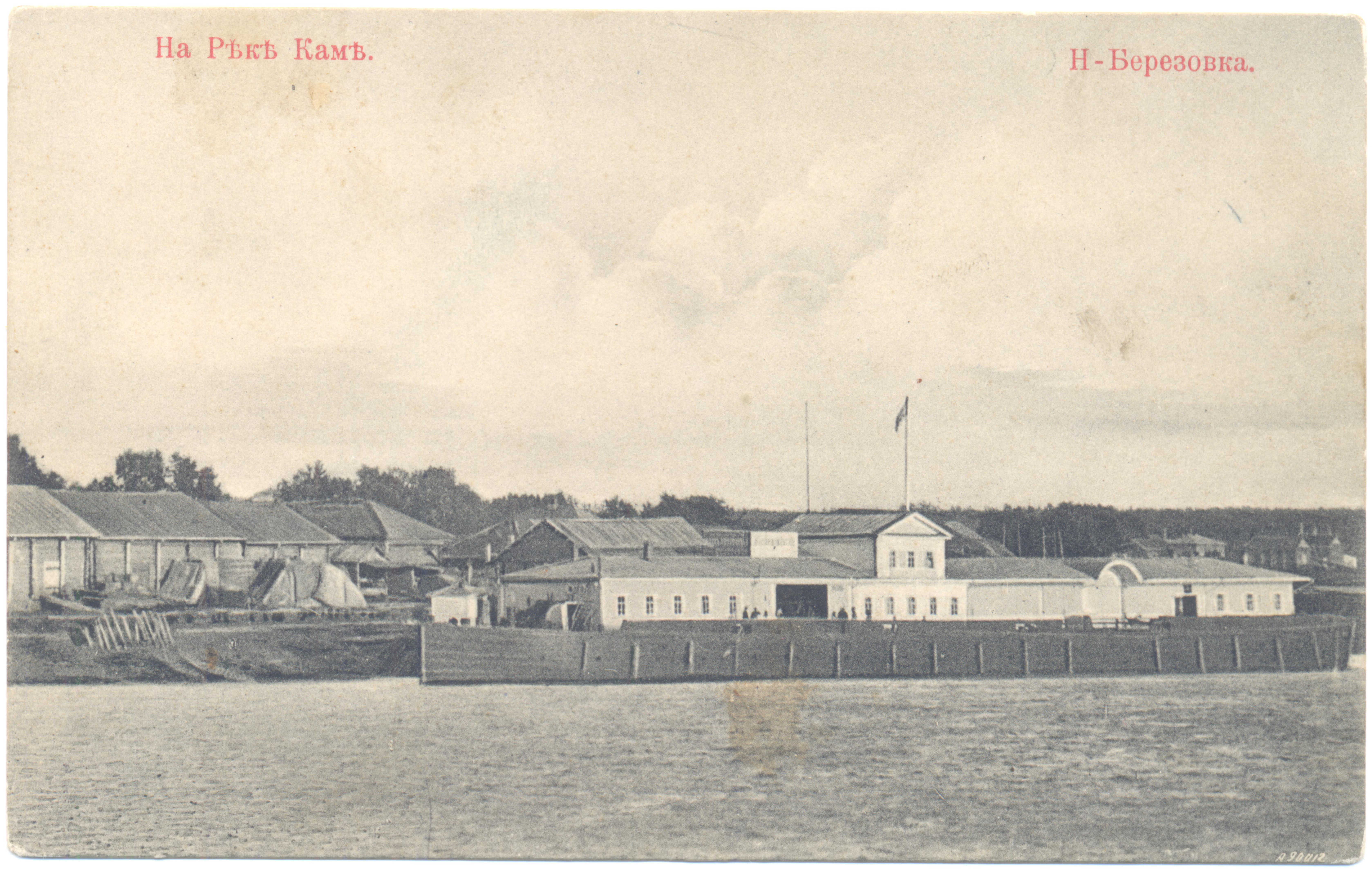
Открытка "На реке Каме - Николо-Берёзовка"

Основано в 1550 году Яковом Строгановым как крепость и первое русское поселение в этих местах. Первое упоминание как о Николо-Берёзовке относится к 1641 году.
Несколько столетий в Николо-Березовке была крупная хлебозаготовительная пристань. К концу XIX века ежегодная заготовка зерна достигла 5 миллионов пудов. Село было хлебной столицей Прикамья. Базарная площадь сдавалась в аренду на 12 лет, обросла лавками и ярмарочными рядами, которых здесь было более 40 и которые занимали 20 крупных обосновавшихся фирм. Работали мельницы, ткали кули и др.
Главная улица тогдашней Николо-Березовки так и называлась Купеческой. Берег Камы был застроен двумя рядами амбаров. Улица застраивалась купеческими особняками. Владельцами домов были купцы Бодалин, Хлебников, Кондюрин, Хохряков, Шаров и другие.

## Население
| 1939  | 1959  | 1979  | 1989  | 2002  | 2009  | 2010  |
| ----- | ----- | ----- | ----- | ----- | ----- | ----- |
| 2779  | ↗5874 | ↘5154 | ↘5111 | ↗5981 | ↗6000 | ↗6099 |
| 2012  | 2013  | 2014  | 2015  | 2016  | 2017  | 2021  |
| ↗6107 | ↘6105 | ↗6169 | ↗6241 | ↘6222 | ↘6202 | ↘6064 |

### Национальный состав
Согласно переписи 2002 года, преобладающие национальности: русские (38,8 %), татары (33,6 %), башкиры (20,1 %).
Согласно переписи 2020 года, преобладающие национальности: русские (39,3 %), татары (27,4 %), башкиры (26,5 %).

## Религия
В 50—60‑е годы XVI века около села была обретена чудотворная икона Николая Чудотворца. На месте обретения иконы была построена Никольская церковь, в которой икона хранилась. Поклониться чудотворной иконе в 1910 и 1914 годах приезжала великая княгиня Елизавета Федоровна, почитаемая в Русской православной церкви как преподобномученица.
В 2003 году в парке Победы села Николо-Березовка архиепископ Никон освятил восстановленный источник и вновь построенную над ним часовню, которая названа Елизаветиным кладезем в память о святой преподобной мученице Елизавете, погибшей почти одновременно с царской семьей в шахте около Алапаевска.
Имеется мечеть Махалля.

## Экономика
- Нефтедобывающая промышленность;
- лесная промышленность;
- торговля.

## Транспорт

### Автомобильная дорога
Связывает посёлок с находящимся в 8 километрах на юго-восток городом Нефтекамском.

### Железная дорога
Через Нефтекамск по железнодорожной ветке или автодороге можно добраться до ближайшей железнодорожной станции Амзя Горьковской железной дороги, расстояние до которой — около 25 км.

### Переправа
Имеется переправа через реку Каму.

## СМИ
- газета «Краснокамские зори» (издается на русском и татарском языках).

### Радио
- 66,47 МГц — Радио России (Нефтекамск);
- 100,6 МГц — Авторадио (Нефтекамск);
- 101,1 МГц — Радио Юлдаш (Нефтекамск);
- 101,7 МГц — DFM (Нефтекамск);
- 102,3 МГц — Русское радио (Нефтекамск);
- 102,9 МГц — Радио Моя Удмуртия (Камбарка);
- 103,6 МГц — Радио России (Камбарка);
- 104,7 МГц — Спутник FM (Нефтекамск);
- 105,4 МГц — Дорожное радио (Нефтекамск);
- 105,8 МГц — Energy (Нефтекамск);
- 106,5 МГц — Европа Плюс (Нефтекамск);
- 107,1 МГц — Ретро FM (Нефтекамск).

## Достопримечательности

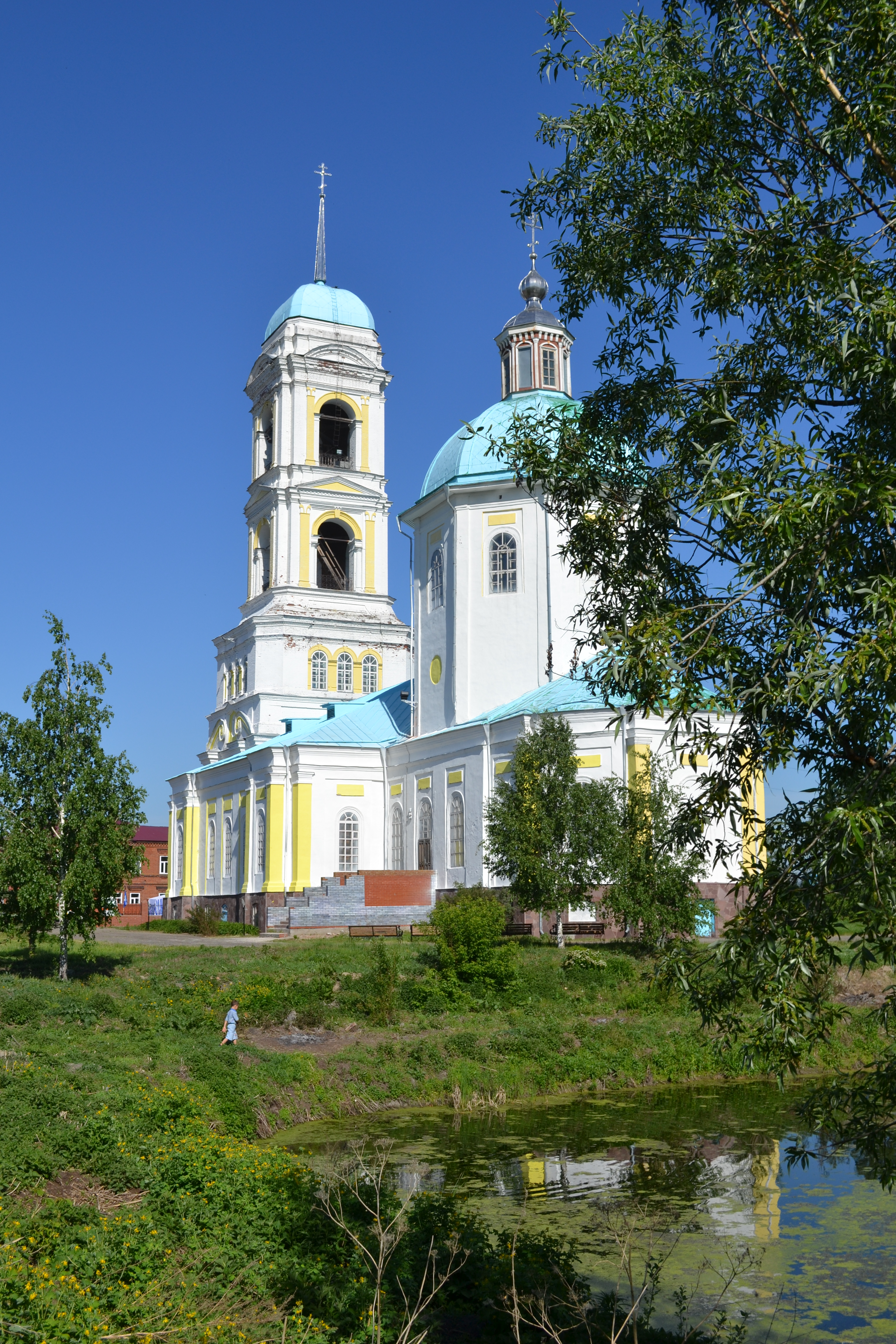
Никольский храм

Указом Президента Республики Башкортостан от 10 июня 1994 г. № 264-УП «О создании историко-культурных центров в Краснокамском и Баймакском районах и мерах по более полному удовлетворению культурных и религиозных потребностей народов Башкортостана» в нижней части села Николо-Березовка создан и действует историко-архитектурный комплекс «Никольский храм». Объектами, представляющими историческую ценность для создания историко-культурного центра, стали Никольский храм и здания постройки конца XIX века.
Социально-культурными объектами центра являются Свято-Никольский историко-краеведческий музей, расположенный в колокольне Никольского храма, надкладезная часовня в парке Победы.
Уникальность села в том, что это единственное русское купеческое село в башкирском Прикамье.
- Никольская церковь[14].
- Елизаветина кладезь.
- Мечеть.
- Развалины старой Берёзовки и мужского монастыря.
- Дедюхин скит, место пребывания паломников. Он назван в память о купце Степане Дедюхине, под руководством которого была возведена колокольня местного храма.